# Thick Girls, Big Girls (canción)
«Thick Girls, Big Girls» (en español Chicas anchas, chicas grandes) es una canción de la cantante estadounidense Raven-Symoné.

## Información
La primera aparición de esta canción fue en vivo durante la gira de conciertos de la cantante, Raven-Symoné: Live in Concert Tour.
Symoné dijo en una entrevista:

Es una selección privada, no disponible para nadie. Es acerca de cómo me encanta estar en forma y saludable pero me gustan mis curvas, ya sabes lo que digo - Me gusta yo misma. Es algo que hice con un productor que no entró en el álbum, pero me encanta demasiado y le dije a él 'Cuando haga mis conciertos, tengo que cantar esta canción'... Da confianza y te permite saber que no importa la figura que tengas, siempre y cuando uno estés sano, eres fabuloso. Y es curioso, mis bailarinas son todas de diferentes tamaños. Tienes a alguien que es más delgado, alguien que es un poco más grueso y alguien que es un poco más grande que eso. Así que hay gente en el escenario que puedes mirar y decir, 'Hey, ¿puedes hacer eso? Entonces yo también puedo'. Sólo sal y muévete.
Raven

La canción fue lanzada en iTunes en el EP el 6 de junio de 2009, siendo la descarga de éste gratis.

## Nombres alternativos
- «Fit Girls, Big Girls»[4]
- «Fit Like That»[1]